# Dukeobelus dukei
Dukeobelus dukei är en insektsart som beskrevs av Capener 1952. Dukeobelus dukei ingår i släktet Dukeobelus och familjen hornstritar. Inga underarter finns listade i Catalogue of Life.